# 2020년 하계 올림픽 투르크메니스탄 선수단
2020년 하계 올림픽 투르크메니스탄 선수단은 2021년 일본 도쿄에서 열린 2020년 하계 올림픽에 참가한 올림픽 투르크메니스탄 선수단이다.
투르크메니스탄은 2020년 도쿄 하계 올림픽에 출전했다. 원래 2020년 7월 24일부터 8월 9일까지 열릴 예정이었던 올림픽은 코로나19 범유행으로 인해 2021년 7월 23일부터 8월 8일로 연기되었다. 이는 소련 붕괴 이후 하계 올림픽에 국내가 7회 연속 출전한 사건이었다.
폴리나 구리예바(Polina Guryeva)는 여자 역도 59kg급에서 2위를 차지하며 국내 최초의 메달을 획득했다. 이러한 성과로 투르크메니스탄은 소련 붕괴 이후 올림픽에서 메달을 획득한 마지막 국가가 되었다.

## 출전 선수
| 종목 | 남자 | 여자 | 전체 |
| ---- | ---- | ---- | ---- |
| 육상 | 1    | 0    | 1    |
| 유도 | 0    | 1    | 1    |
| 수영 | 1    | 1    | 2    |
| 역도 | 3    | 2    | 5    |
| 전체 | 5    | 4    | 9    |

## 같이 보기
- 올림픽 투르크메니스탄 선수단